# Michael Kazmierczak
Michael Kazmierczak (* 18. September 1898 in Sokołowo, Provinz Posen; † 20. November 1933 im KZ Columbia in Berlin) war ein deutscher Politiker (KPD) und Widerstandskämpfer gegen das NS-Regime.

## Leben
Der Bauarbeiter Kazmierczak war seit seiner Jugend gewerkschaftlich organisiert und schloss sich im März 1919 der KPD an. Er war später Mitglied der KPD-Bezirksleitung Westsachsen und der Gauleitung des Rotfrontkämpferbundes (RFB). In der Weimarer Republik war er drei Jahre aus politischen Gründen in Haft. Von 1930 bis 1932 war er Stadtverordneter in Leipzig, seit 1930 auch Unterbezirkssekretär der KPD in Riesa. Im Herbst 1932 delegierte das ZK der KPD Kazmierczak zum Studium an die Internationale Lenin-Schule nach Moskau. Trotz der Unterdrückung und Verfolgung der Arbeiterbewegung durch die Nationalsozialisten kehrte er im Juli 1933 nach Deutschland zurück, um die Leitung des Reichskurierdienstes der KPD zu übernehmen. Am 18. November 1933 wurde Kazmierczak verhaftet und zwei Tage später im KZ Columbia ermordet.

## Ehrungen
- Seit August 1945 trägt im Leipziger Stadtteil Gohlis eine Straße seinen Namen.